# صيف الحرية
صيف الحرية Freedom Summer ويعرف أيضًا باسم صيف حرية مسيسيبي (يشار إليه أحيانًا باسم مشروع صيف الحرية أو مشروع صيف مسيسيبي) كانت حملة أطلقها نشطاء الحقوق المدنية الأمريكيون في شهر يونيو من عام 1964 لتسجيل أكبر عدد ممكن من الناخبين الأمريكيين من أصل أفريقي في ولاية ميسيسيبي. 
كان السود الأفارقة الأمريكيون في ولاية مسيسيبي (وهي إحدى الولايات الجنوبية) ممنوعين إلى حد كبير من التصويت منذ مطلع القرن العشرين بسبب الحواجز التي تعترض تسجيل الناخبين وقوانين جيم كرو الأخرى التي تم سنها في جميع أنحاء الجنوب الأمريكي.
أنشأ المشروع أيضًا العشرات من منشآت عرفت باسم مدارس الحرية وبيوت الحرية والمراكز المجتمعية مثل المكتبات في المدن الصغيرة في جميع أنحاء ولاية مسيسيبي لمساعدة السكان السود المحليين.
تم تنظيم المشروع من قبل مجلس المنظمات الفيدرالية المعروف اختصارا باسم "سي أو إف أو" (COFO)، وهو عبارة عن تحالف بين فروع ولاية ميسيسيبي للمنظمات الأربع الكبرى لحقوق الإنسان:
- SNCC
- CORE
- NAACP
- SCLC

وكان معظم الزخم والقيادة والتمويل للمشروع الصيفي جاء من لجنة التنسيق الطلابية اللاعنفية. أدار بوب موزس السكرتير الميداني للجنة التنسيق الطلابية اللاعنفية والمدير المشارك لـ COFO، المشروع الصيفي. 